# Trnová (okres Plzeň-sever)
Trnová je vesnice a obec v okrese Plzeň-sever v Plzeňském kraji. Žije v ní 987 obyvatel. Obec je situována v klidném prostředí poblíž lesů. Protéká jí potok Bělá. Po těžbě černého uhlí zůstaly rozlehlé odvalové haldy a pod částí obce se nalézají štoly. Obec se přesto poměrně rychle rozvíjí a renovuje. Během celého roku je zde nespočet různých akcí (plesy, bály, pouť, myslivecké akce, táboráky, pochody pro děti, hasičská i jiná klání).

## Historie
Nejstarší písemné doklady o existenci vsi Trnová pocházejí z konce 12. století, kdy na listině Čéče ze Železnice z roku 1180 či 1181 je uveden jako svědek Ludvík z Trnové. Název obce měl tehdy podobu Trinova. Brzy poté nabyl Trnové velmož blahoslavený Hroznata, zakladatel významného západočeského rodu Hroznatovců. Roku 1197 se Hroznata vydal na cestu do Jeruzaléma. Jsa bezdětek odevzdal klášteru premonstrátů v Teplé na tři roky do správy obce Hunčice, Krukanice a Trnovou (zde uveden název Thirnow).

## Obyvatelstvo
Při sčítání lidu v roce 1921 zde žilo 731 obyvatel (z toho 393 mužů), z nichž bylo 770 Čechoslováků, sedm Němců, dva lidé nezjišťované národnosti a dva cizinci. Většina se hlásila k římskokatolické církvi, ale 177 lidí bylo bez vyznání. Podle sčítání lidu z roku 1930 měla vesnice 983 obyvatel: 960 Čechoslováků, jedenáct Němců a dvanáct cizinců. Převažovala římskokatolická většina, ale ve vsi žilo také 53 evangelíků, pět členů církve československé, dva příslušníci nezjišťovaných církví a 456 lidí bez vyznání.
| Rok            | 1869 | 1880 | 1890 | 1900 | 1910 | 1921 | 1930 | 1950  | 1961 | 1970 | 1980 | 1991 | 2001 | 2011 | 2021  |
| -------------- | ---- | ---- | ---- | ---- | ---- | ---- | ---- | ----- | ---- | ---- | ---- | ---- | ---- | ---- | ----- |
| Počet obyvatel | 311  | 376  | 477  | 558  | 714  | 781  | 983  | 1 020 | 932  | 889  | 812  | 785  | 797  | 866  | 1 013 |
| Počet domů     | 39   | 44   | 55   | 63   | 78   | 99   | 149  | 196   | 202  | 215  | 217  | 249  | 274  | 303  | 332   |

## Obecní symboly
Znak a vlajka byly obci uděleny rozhodnutím předsedy Poslanecké sněmovny Parlamentu České republiky dne 19. ledna 2007.

## Pamětihodnosti
Přestože historik Sedláček existenci zdejší tvrze popírá, umístění zámku v komplexu hospodářského dvora naznačuje, že zde stávalo starší sídlo. Patrně na jeho místě byl v první polovině 18. století postaven dnešní zámeček Vísky, v 19. století novogoticky přestavěný. Je to obdélná, patrová budova s úzkým, výrazným rizalitem v obou hlavních fasádách. Okolo zámečku park. Od druhé poloviny 20. stol. v majetku Státního statku; velmi zchátralý. Po roce 1996 opraven, v soukromém vlastnictví.
Dominantou obce je 12 hektarový rybník Vísecký, na mapách zaznamenaný pod názvem Hamr. Tato vodní plocha v současné době slouží k rekreačnímu využití, sportovnímu rybaření a je významnou zásobárnou vody pro hornobřízské keramické závody. Ve dvoře čp. 2 je situováno roubené obytné stavení, pravděpodobně nejstarší stojící stavba ve vsi. V čele statku čp. 21 je klenutá brána. V prostoru návsi je osazen pamětní kříž z roku 1857. Na severním okraji obce byly v minulosti nalezeny pozůstatky pravěkých žárových pohřbů.

## Osobnosti
- Jaroslav Koutenský (1931–2025), lékař a pedagog